# Fed Cup 2000
Navigation
Édition précédente Édition suivante
La Fed Cup 2000 est la 38e édition du plus important tournoi de tennis opposant des équipes nationales féminines.
La finale, qui s'est tenue à Las Vegas les 24 et 25 novembre, voit les États-Unis s'imposer face à l'Espagne (cinq points à zéro).

## Organisation
Organisation inédite des rencontres du groupe mondial de cette 38e édition de la Fed Cup. Treize équipes sont réunies, les huit équipes du groupe mondial 1999, les quatre équipes victorieuses en groupe mondial II 1999 et l'équipe victorieuse des play-offs II 1999. Le tenant du titre (États-Unis) est directement qualifié pour les demi-finales. Les douze autres équipes sont réparties en trois poules qui s'affrontent selon la méthode du « round robin ».
Les derniers de chaque poule sont relégués dans les groupes par zones géographiques. Les deuxièmes et troisièmes de chaque poule restent dans le groupe mondial I. Les trois vainqueurs et le tenant du titre s'affrontent dans un tableau à deux tours avec élimination directe pour déterminer le nouveau champion en titre.
Toutes les rencontres d'une même poule ont lieu au même endroit au meilleur de trois matchs (deux simples et un double). Les rencontres du tableau final se déroulent à Las Vegas au meilleur de trois matchs pour les demi-finales et de cinq matchs (quatre simples et un double) pour la finale.

## Résultats

### Round robin

#### Poule A
| Italie - Espagne - 0 : 3 Bari T.C., Bari, Italie 27 - 27 avril, Terre (ext.) |                           |                              |               |
| 1                                                                            | Giulia Casoni             | Arantxa Sánchez              | 1-6, 1-6      |
| 1                                                                            | Tathiana Garbin           | Conchita Martínez            | 3-6, 3-6      |
| 1                                                                            | Giulia Casoni Rita Grande | Magüi Serna Cristina Torrens | 2-6, 6-3, 1-6 |

| Italie - Allemagne - 1 : 2 Bari T.C., Bari, Italie 30 - 30 avril, Terre (ext.) |                           |                            |          |
| 2                                                                              | Tathiana Garbin           | Andrea Glass               | 6-2, 6-3 |
| 2                                                                              | Silvia Farina             | Anke Huber                 | 6-7, 5-7 |
| 2                                                                              | Silvia Farina Rita Grande | Anke Huber Barbara Rittner | 3-6, 5-7 |

| Italie - Croatie - 3 : 0 Bari T.C., Bari, Italie 29 - 29 avril, Terre (ext.) |                           |                                |               |
| 3                                                                            | Tathiana Garbin           | Jelena Kostanić                | 6-4, 7-6      |
| 3                                                                            | Silvia Farina             | Silvija Talaja                 | 6-4, 7-5      |
| 3                                                                            | Giulia Casoni Rita Grande | Jelena Kostanić Silvija Talaja | 6-4, 5-7, 6-3 |

| Croatie - Allemagne - 1 : 2 Bari T.C., Bari, Italie 27 - 27 avril, Terre (ext.) |                                |                            |               |
| 4                                                                               | Jelena Kostanić                | Andrea Glass               | 6-7, 6-1, 6-3 |
| 4                                                                               | Silvija Talaja                 | Anke Huber                 | 2-6, 2-6      |
| 4                                                                               | Jelena Kostanić Silvija Talaja | Anke Huber Barbara Rittner | 4-6, 1-6      |

| Croatie - Espagne - 1 : 2 Bari T.C., Bari, Italie 28 - 28 avril, Terre (ext.) |                            |                              |          |
| 5                                                                             | Iva Majoli                 | Arantxa Sánchez              | 4-6, 2-6 |
| 5                                                                             | Jelena Kostanić            | Conchita Martínez            | 3-6, 2-6 |
| 5                                                                             | Jelena Kostanić Iva Majoli | Magüi Serna Cristina Torrens | 6-3, 7-6 |

| Espagne - Allemagne - 2 : 1 Bari T.C., Bari, Italie 29 - 29 avril, Terre (ext.) |                                   |                            |          |
| 6                                                                               | Arantxa Sánchez                   | Andrea Glass               | 6-3, 6-3 |
| 6                                                                               | Conchita Martínez                 | Anke Huber                 | 3-6, 1-6 |
| 6                                                                               | Conchita Martínez Arantxa Sánchez | Anke Huber Barbara Rittner | 6-2, 6-3 |

| Classement de la poule |           |                            |                      |
| #                      | Pays      | Rencontres gagnées-perdues | Matchs gagnés-perdus |
| 1                      | Espagne   | 3-0                        | 7-2                  |
| 2                      | Allemagne | 2-1                        | 5-4                  |
| 3                      | Italie    | 1-2                        | 4-5                  |
| 4                      | Croatie   | 0-3                        | 2-7                  |

#### Poule B
| République tchèque - Suisse - 2 : 1 Incheba Hall, Bratislava, Slovaquie 28 - 28 avril, Dur (int.) |                                |                                     |               |
| 1                                                                                                 | Květa Hrdličková               | Emmanuelle Gagliardi                | 6-1, 7-6      |
| 1                                                                                                 | Denisa Chládková               | Patty Schnyder                      | 2-6, 2-6      |
| 1                                                                                                 | Dája Bedáňová Květa Hrdličková | Emmanuelle Gagliardi Patty Schnyder | 4-6, 6-1, 6-1 |

| Autriche - République tchèque - 1 : 2 Incheba Hall, Bratislava, Slovaquie 27 - 27 avril, Dur (int.) |                                  |                                |               |
| 2                                                                                                   | Patricia Wartusch                | Květa Hrdličková               | 3-6, 6-1, 3-6 |
| 2                                                                                                   | Barbara Schett                   | Denisa Chládková               | 7-5, 4-6, 2-6 |
| 2                                                                                                   | Barbara Schett Patricia Wartusch | Dája Bedáňová Květa Hrdličková | 7-6, 2-6, 6-3 |

| Slovaquie - République tchèque - 1 : 2 Incheba Hall, Bratislava, Slovaquie 29 - 29 avril, Dur (int.) |                                     |                                |          |
| 3 | Daniela Hantuchová                  | Květa Hrdličková               | 6-4, 6-2 |
| 3 | Karina Habšudová                    | Denisa Chládková               | 4-6, 4-6 |
| 3 | Karina Habšudová Daniela Hantuchová | Dája Bedáňová Květa Hrdličková | 5-7, 3-6 |

| Slovaquie - Autriche - 0 : 2 Incheba Hall, Bratislava, Slovaquie 30 - 30 avril, Dur (int.) |                    |                |          |
| 4                                                                                          | Daniela Hantuchová | Marion Maruska | 4-6, 6-7 |
| 4                                                                                          | Karina Habšudová   | Barbara Schett | 4-6, 5-7 |
| 4                                                                                          |                    | Non joué       |          |

| Slovaquie - Suisse - 1 : 2 Incheba Hall, Bratislava, Slovaquie 27 - 27 avril, Dur (int.) |                                     |                                   |               |
| 5                                                                                        | Henrieta Nagyová                    | Emmanuelle Gagliardi              | 7-5, 2-6, 1-6 |
| 5                                                                                        | Karina Habšudová                    | Patty Schnyder                    | 1-6, 4-6      |
| 5                                                                                        | Karina Habšudová Daniela Hantuchová | Patty Schnyder Miroslava Vavrinec | 6-7, 6-2, 7-5 |

| Autriche - Suisse - 1 : 2 Incheba Hall, Bratislava, Slovaquie 29 - 29 avril, Dur (int.) |                                  |                                     |               |
| 6                                                                                       | Patricia Wartusch                | Emmanuelle Gagliardi                | 2-6, 4-6      |
| 6                                                                                       | Barbara Schett                   | Patty Schnyder                      | 7-6, 7-5      |
| 6                                                                                       | Barbara Schett Patricia Wartusch | Emmanuelle Gagliardi Patty Schnyder | 6-2, 4-6, 6-8 |

| Classement de la poule |                    |                            |                      |
| #                      | Pays               | Rencontres gagnées-perdues | Matchs gagnés-perdus |
| 1                      | République tchèque | 3-0                        | 6-3                  |
| 2                      | Suisse             | 2-1                        | 5-4                  |
| 3                      | Autriche           | 1-2                        | 4-4                  |
| 4                      | Slovaquie          | 0-3                        | 2-6                  |

#### Poule C
| Australie - Belgique - 1 : 2 Olympic Stadium, Moscou, Russie 27 - 27 avril, Moquette (int.) |                            |                               |                |
| 1                                                                                           | Nicole Pratt               | Laurence Courtois             | 1-6, 6-2, 5-7  |
| 1                                                                                           | Jelena Dokić               | Kim Clijsters                 | 7-6, 5-7, 9-7  |
| 1                                                                                           | Alicia Molik Rennae Stubbs | Els Callens Laurence Courtois | 6-1, 0-6, 8-10 |

| Australie - France - 1 : 2 Olympic Stadium, Moscou, Russie 28 - 28 avril, Moquette (int.) |                            |                               |               |
| 2                                                                                         | Nicole Pratt               | Nathalie Dechy                | 4-6, 7-5, 2-6 |
| 2                                                                                         | Jelena Dokić               | Sandrine Testud               | 6-7, 7-5, 6-3 |
| 2                                                                                         | Alicia Molik Rennae Stubbs | Julie Halard Nathalie Tauziat | 0-6, 6-7      |

| Russie - Australie - 2 : 1 Olympic Stadium, Moscou, Russie 29 - 29 avril, Moquette (int.) |                                   |                            |               |
| 3                                                                                         | Elena Likhovtseva                 | Nicole Pratt               | 6-3, 6-2      |
| 3                                                                                         | Anna Kournikova                   | Jelena Dokić               | 7-6, 5-7, 3-6 |
| 3                                                                                         | Anna Kournikova Elena Likhovtseva | Jelena Dokić Rennae Stubbs | 6-3, 4-6, 6-1 |

| Russie - Belgique - 1 : 2 Olympic Stadium, Moscou, Russie 30 - 30 avril, Moquette (int.) |                                   |                               |               |
| 4                                                                                        | Elena Likhovtseva                 | Laurence Courtois             | 6-4, 6-4      |
| 4                                                                                        | Anna Kournikova                   | Kim Clijsters                 | 7-5, 2-6, 4-6 |
| 4                                                                                        | Anna Kournikova Elena Likhovtseva | Els Callens Laurence Courtois | 4-6, 3-6      |

| Russie - France - 0 : 3 Olympic Stadium, Moscou, Russie 27 - 27 avril, Moquette (int.) |                                   |                               |               |
| 5                                                                                      | Elena Likhovtseva                 | Sandrine Testud               | 1-6, 4-6      |
| 5                                                                                      | Anna Kournikova                   | Julie Halard                  | 2-6, 6-2, 1-6 |
| 5                                                                                      | Anna Kournikova Elena Likhovtseva | Julie Halard Nathalie Tauziat | 3-6, 6-7      |

| Belgique - France - 2 : 1 Olympic Stadium, Moscou, Russie 29 - 29 avril, Moquette (int.) |                               |                               |               |
| 6                                                                                        | Els Callens                   | Julie Halard                  | 3-6, 6-4, 6-2 |
| 6                                                                                        | Kim Clijsters                 | Nathalie Tauziat              | 6-1, 6-4      |
| 6                                                                                        | Els Callens Laurence Courtois | Julie Halard Nathalie Tauziat | 5-7, 6-3, 3-6 |

| Classement de la poule |           |                            |                      |
| #                      | Pays      | Rencontres gagnées-perdues | Matchs gagnés-perdus |
| 1                      | Belgique  | 3-0                        | 6-3                  |
| 2                      | France    | 2-1                        | 6-3                  |
| 3                      | Russie    | 1-2                        | 3-6                  |
| 4                      | Australie | 0-3                        | 3-6                  |

### Tableau final
|  | 1/2 finale 22 - 22 novembre | 1/2 finale 22 - 22 novembre |         |            | Finale 24 - 25 novembre | Finale 24 - 25 novembre |
|  |                             |                             |         |            |                         |                         |
|  | États-Unis                  | 2                           |         |            |                         |                         |
|  | Belgique                    | 1                           |         |            |                         |                         |
|  | Belgique                    | 1                           |         | États-Unis | 5                       |                         |
|  |                             |                             |         | États-Unis | 5                       |                         |
|  |                             |                             | Espagne | 0          |                         |                         |
|  | République tchèque          | 1                           | Espagne | 0          |                         |                         |
|  | République tchèque          | 1                           |         |            |                         |                         |
|  | Espagne                     | 2                           |         |            |                         |                         |

#### Demi-finales
| États-Unis - Belgique - 2 : 1 Las Vegas, États-Unis 22 - 22 novembre, Moquette (int.) |                                |                              |               |
| 1                                                                                     | Monica Seles                   | Justine Henin                | 7-6, 6-2      |
| 1                                                                                     | Lindsay Davenport              | Kim Clijsters                | 7-6, 4-6, 6-3 |
| 1                                                                                     | Jennifer Capriati Lisa Raymond | Els Callens Dominique Monami | 3-6, 5-7      |

| République tchèque - Espagne - 1 : 2 Las Vegas, États-Unis 21 - 21 novembre, Moquette (int.) |                                |                            |               |
| 2                                                                                            | Dája Bedáňová                  | Arantxa Sánchez            | 7-5, 4-6, 3-6 |
| 2                                                                                            | Květa Hrdličková               | Conchita Martínez          | 6-7, 7-6, 4-6 |
| 2                                                                                            | Dája Bedáňová Květa Hrdličková | Virginia Ruano Magüi Serna | 1-6, 6-3, 7-6 |

#### Finale
| États-Unis - Espagne - 5 : 0 Mandalay Bay Resort, Las Vegas, États-Unis 24 - 25 novembre, Moquette (int.) |                                |                            |               |
| 3 | Monica Seles                   | Conchita Martínez          | 6-2, 6-3      |
| 3 | Lindsay Davenport              | Arantxa Sánchez            | 6-2, 1-6, 6-3 |
| 3 | Lindsay Davenport              | Conchita Martínez          | 6-1, 6-2      |
| 3 | Jennifer Capriati              | Arantxa Sánchez            | 6-1, 1-0 ab.  |
| 3 | Jennifer Capriati Lisa Raymond | Virginia Ruano Magüi Serna | 4-6, 6-4, 6-2 |